# 豪榮道豪太郎
豪榮道豪太郎（1986年4月6日—），本名澤井豪太郎，日本大阪府寝屋川市出身的前大相撲力士。他身高1.83米，重161公斤。血型B型，愛吃牛肉。所屬相撲部屋為境川部屋。
他在2005年1月開始專業相撲生涯，在2007年9月成為幕內級力士。他長期以來被認為是大相撲中最有希望的日本本土力士之一。豪榮道是擁有連勝次數第三多的關脇(14場比賽)，在2014年7月的比賽中，他終於晉升為大關，然而作為大關，有九次降級的危機，然而他在2016年9月贏得了他的第一個15:0完勝優勝的紀錄(他也曾擊敗朝青龍)。
在2018年5月夏場所第9天比賽，豪榮道因足部受傷兼五次戰敗退出比賽，成為自1949年以來第一次兩個也大關在位的場所(另一位大關高安晃沒參加比賽)。

## 與栃煌山的對抗
豪榮道與另一位相撲選手高知縣安藝市出身的栃煌山雄一郎同時加入了專業相撲界，豪榮道已多次打敗後者，並將其視為主要競爭對手。他們在專業相撲的比賽中，豪榮道以23-13領先，包括默認勝利。

## 引退
在2020年1月場所因11月場所休場與1月場所多次戰敗,將於3月場所降為關脇，因此他於1月27日宣佈引退，1月28日日本相撲協會承認他襲名武隈，授予他臨時理事身份。
2022年2月1日成立自己的武隈部屋，並培養出第一位十兩力士豪之山登輝(也是寢屋川市出身)。
2024年3月，他宣佈將從5月的比賽開始擔任擂臺裁判。